# フジテレビ系列木曜夜7時台枠のアニメ
フジテレビ系列木曜夜7時台枠のアニメ（フジテレビけいれつもくようしちじだいわくのアニメ）は、過去フジテレビ系列の木曜19時台（JST）に放送されたテレビアニメの作品一覧である。
なお前半の時間帯は、1984年4月以降ローカルセールス枠になったため、この時期は一部地域で平日午後・週末早朝・別のゴールデンタイムのローカルセールス枠（月曜19時台等）での遅れネットや未放送となった系列局があったほか、ネットセールス時代でもクロスネット局では他系列番組枠とした関係で同様の措置を取った局があった。また、作品によっては系列局不在地域の系列外局に番組販売されたものもある。

## 歴史

### 前半
- 初作品は日曜20:00から移動した名作『鉄人28号』（第1作）で、この枠でも一躍人気アニメとなった。その後はドラマ『忍者部隊月光』での中断を挟みながらアニメを継続、1966年5月5日開始の『ハリスの旋風』は大ヒットとなるが、やがて人気が低下し、ドラマやバラエティのために中断となる。
- 1971年4月8日開始の『さすらいの太陽』から再開、その次の『ゲゲゲの鬼太郎』（第2作）からはおおむね東映動画（現：東映アニメーション）作品を放送、『ゲッターロボ』2部作や『銀河鉄道999』といったヒット作が生まれた。
- 『999』終了後は人気作が少なくなり、途中中断時期を挟むも1984年4月5日開始の『らんぽう』からローカルセールスに降格となるが、次作『北斗の拳』2部作が空前の大ヒット、主人公ケンシロウの「お前はもう死んでいる」は流行語となり、遅れネットで放送した局も多かった。しかしその次の『魁!!男塾』は2か月で月曜19:00に移動して、フジテレビ木曜夜7時のアニメは終了したが、奇しくも『男塾』の移転先である月曜19:00枠も、同作の放送終了をもってアニメ枠廃止となった。

### 後半
- 後半の時間帯は長期に渡って、ロート製薬一社提供番組（『万国びっくりショー』など）→『スター千一夜』を核とした帯番組→バラエティ（『とびだせものまね大作戦』）が続いており、アニメとは無縁の枠だったが、1983年3月31日に『みゆき』を開始してスタート。しかし、9か月で金曜19:00（ローカルセールス枠）に移動した。
- 中断をおいて、1984年9月27日からは『ふたり鷹』を開始して再開するも、3か月でこれまたローカルセールスへ降格し（その後製作会社の国際映画社の倒産で打ち切り）、前半より早く終了、そしてこの枠のアニメはわずか2作で終わった。

## 作品リスト

### 19時00分 - 19時30分
- 鉄人28号（第1作）（1964年4月 - 1965年5月） - 日曜20:00より移動。
- 遊星少年パピイ（1965年6月3日 - 12月） - 金曜19:00へ移動。

アニメ中断。この間はドラマ（『忍者部隊月光』）を放送。
- 宇宙エース（1966年4月7日 - 4月28日） - 土曜18:15から移動。
- ハリスの旋風（1966年5月5日 - 1967年8月31日）
- ドンキッコ（1967年9月7日 - 1968年1月）
- わんぱく探偵団（1968年2月 - 9月）

アニメ中断。この間はドラマ（『バンパイヤ』『金メダルへのターン!』。なお、『バンパイヤ』には一部アニメ映像が使われている）、バラエティ番組（『象印スター対抗大乱戦』『夜のゴールデンショー』など。なお『夜の』は月 - 木）を放送。
- さすらいの太陽（1971年4月8日 - 9月30日）
- ゲゲゲの鬼太郎（第2作）（1971年10月7日 - 1972年9月28日）
- ハゼドン（1972年10月5日 - 1973年3月29日）

アニメ中断。この間は特撮番組（『ロボット刑事』）を放送。
- ドロロンえん魔くん（1973年10月4日 - 1974年3月28日）
- ゲッターロボ（1974年4月4日 - 1975年5月8日）
- ゲッターロボG（1975年5月15日 - 1976年3月25日）
- 大空魔竜ガイキング（1976年4月1日 - 1977年1月27日）
- ジェッターマルス（1977年2月3日 - 9月15日）
- アローエンブレム グランプリの鷹（1977年9月22日 - 1978年8月31日）
- 銀河鉄道999（1978年9月14日 - 1981年4月2日）
- 新竹取物語 1000年女王（1981年4月16日 - 1982年3月25日）
- パタリロ!（1982年4月8日 - 9月） - 土曜19:30へ改題移動。
- スペースコブラ（1982年10月7日 - 1983年5月19日）
- ベムベムハンターこてんぐテン丸（1983年5月26日 - 10月27日）

アニメ中断。この間はクイズ番組（『クイズやじうまスコップ』）を放送。
- らんぽう（1984年4月5日 - 9月27日） - ここからローカルセールス枠。
- 北斗の拳（1984年10月4日 - 1987年3月5日）
- 北斗の拳2（1987年3月12日 - 1988年2月18日）
- 魁!!男塾（1988年2月25日 - 3月24日） - 月曜19:00へ移動。

### 19時30分 - 20時00分
- みゆき（1983年3月31日 - 12月22日） - 金曜19:00へ移動。

アニメ中断。この間は単発特別番組枠（『木曜おもしろバラエティ』）、クイズ番組（『クイズのりもの講座）を放送。
- ふたり鷹（1984年9月27日 - 12月） - ローカルセールスへ降格（関東では金曜17:00へ）。